# Norfolk-Nord
Pour les articles homonymes, voir Norfolk.
Circonscription électorale fédérale du Canada
Norfolk-Nord ((en) Norfolk North) est une circonscription électorale fédérale de l'Ontario, représentée de 1867 à 1904.
C'est l'Acte de l'Amérique du Nord britannique de 1867 qui divise le comté de Norfolk en deux districts électoraux, Norfolk-Nord et Norfolk-Sud. Abolie en 1903, elle est fusionnée avec Norfolk-Sud pour créer la nouvelle circonscription de Norfolk.

## Géographie
En 1867, la circonscription de Norfolk-Nord comprenait:
- Les cantons de Middleton, Townsend et Windham
- La ville de Simcoe

En 1882, la ville de Tilsonburg et le village Waterford furent ajoutés à la circonscription, tandis que la ville de Simcoe y fut soustraite.

## Député
| Législature                            | Années    | Député | Député           | Parti        |
| -------------------------------------- | --------- | ------ | ---------------- | ------------ |
| Norfolk-Nord                           |           |        |                  |              |
| 1re                                    | 1867–1872 |        | Aquila Walsh     | Conservateur |
| 2e                                     | 1872-1874 |        | John M. Charlton | Libéral      |
| 3e                                     | 1874–1878 |        | John M. Charlton | Libéral      |
| 4e                                     | 1878–1882 |        | John M. Charlton | Libéral      |
| 5e                                     | 1882–1887 |        | John M. Charlton | Libéral      |
| 6e                                     | 1887–1891 |        | John M. Charlton | Libéral      |
| 7e                                     | 1891–1896 |        | John M. Charlton | Libéral      |
| 8e                                     | 1896–1900 |        | John M. Charlton | Libéral      |
| 9e                                     | 1900–1904 |        | John M. Charlton | Libéral      |
| Circonscription dissoute parmi Norfolk |           |        |                  |              |